# 2681 Ostrovskij
A 2681 Ostrovskij (ideiglenes jelöléssel 1975 VF2) a Naprendszer kisbolygóövében található aszteroida. Tamara Mihajlovna Szmirnova fedezte fel 1975. november 2-án.